# Université du Wisconsin à Stevens Point
L'université du Wisconsin à Stevens Point (anglais : University of Wisconsin–Stevens Point) est une université située à Stevens Point, dans le Wisconsin.